# 前門大街

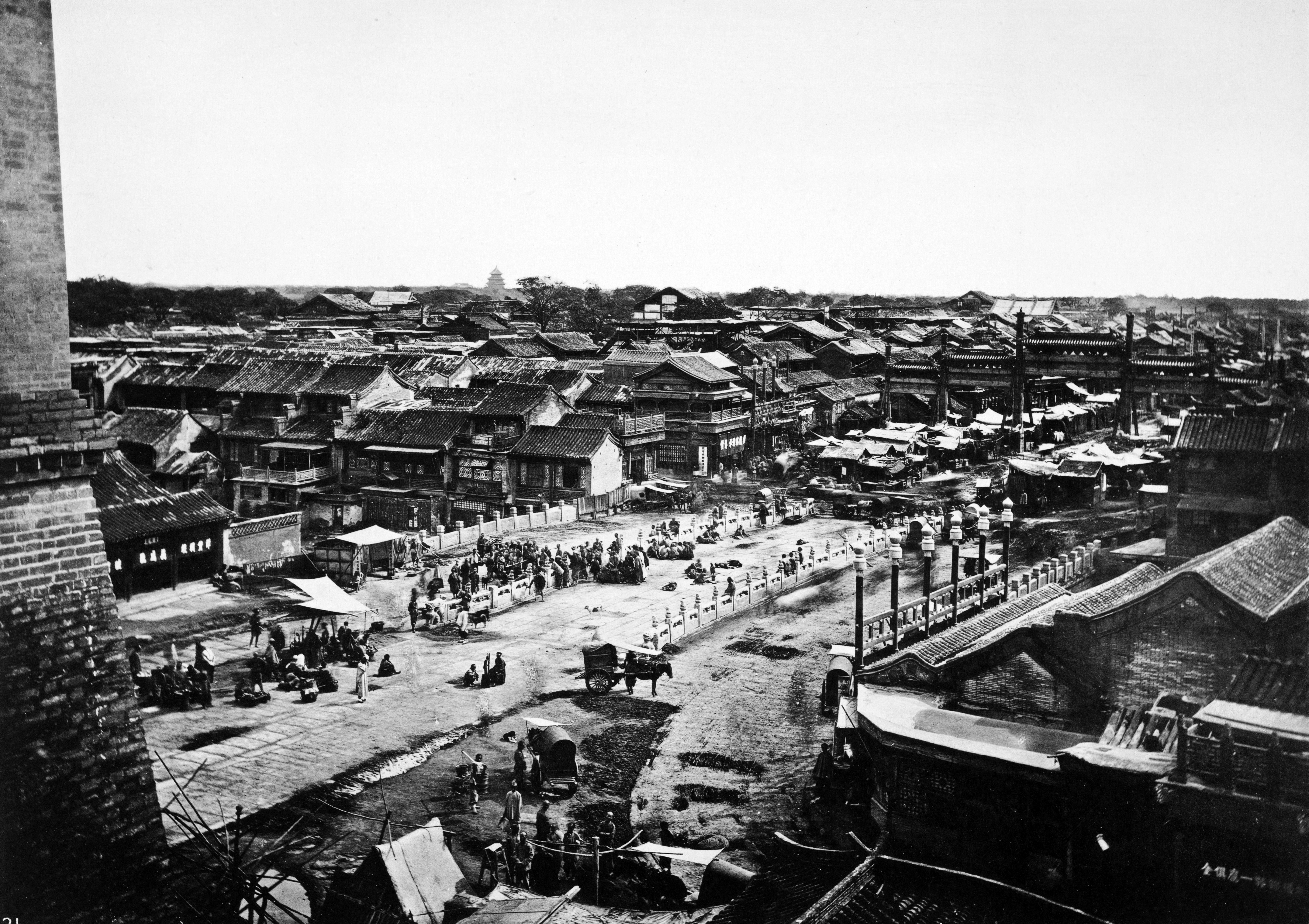
1898年之前的前门大街

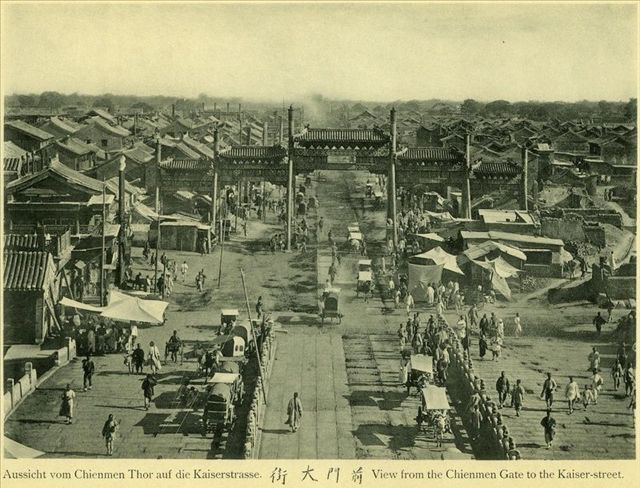
1900年的前门大街

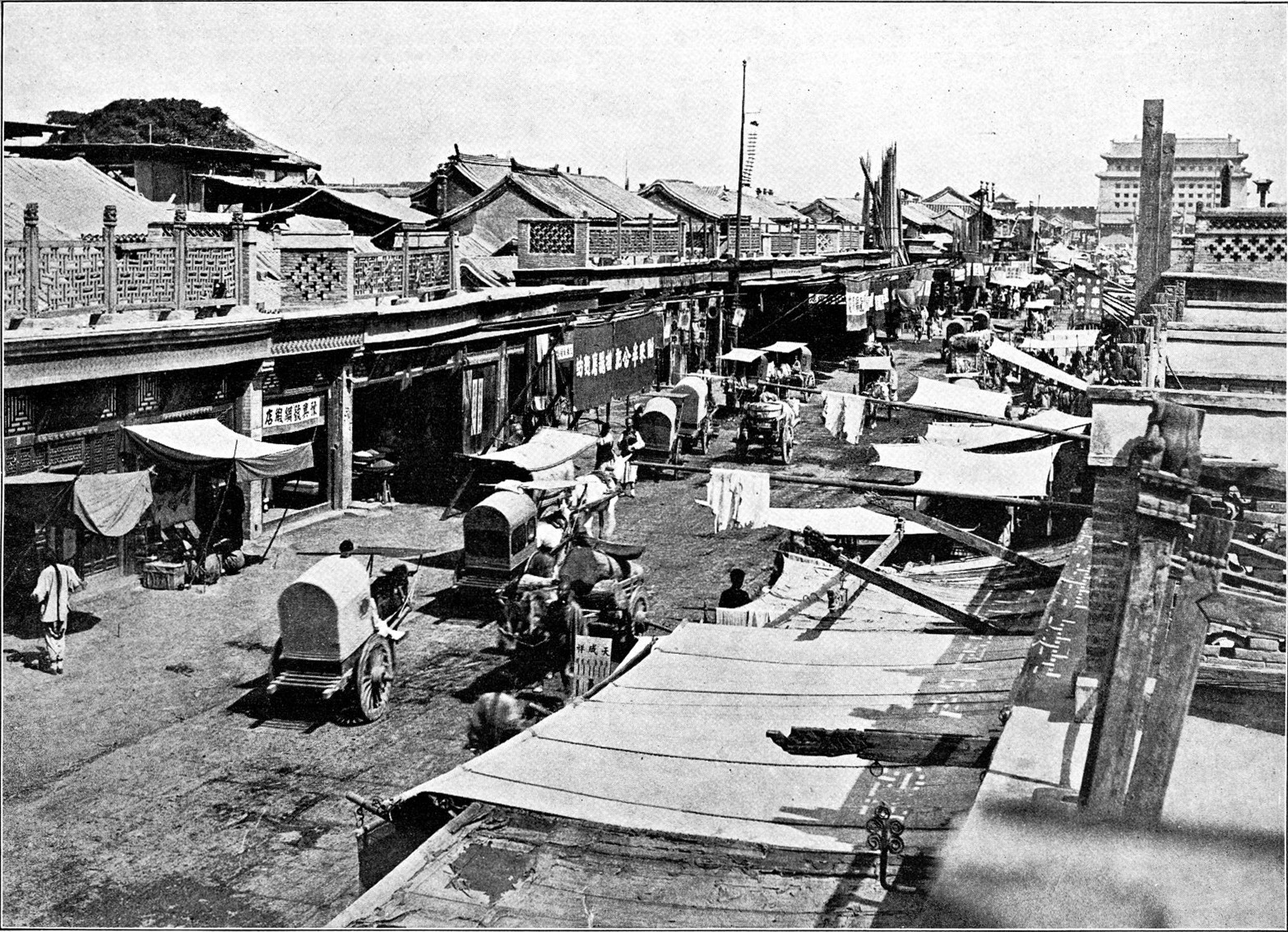
1900年左右的前门大街

前門大街，是北京市东城区的一條大街，位于北京中轴线上。前门大街是北京的传统商业街，毗邻天安门广场。前门大街及其两侧的大栅栏街道、前门街道辖区内有许多中華老字号，如同仁堂、全聚德、张一元等。

## 历史

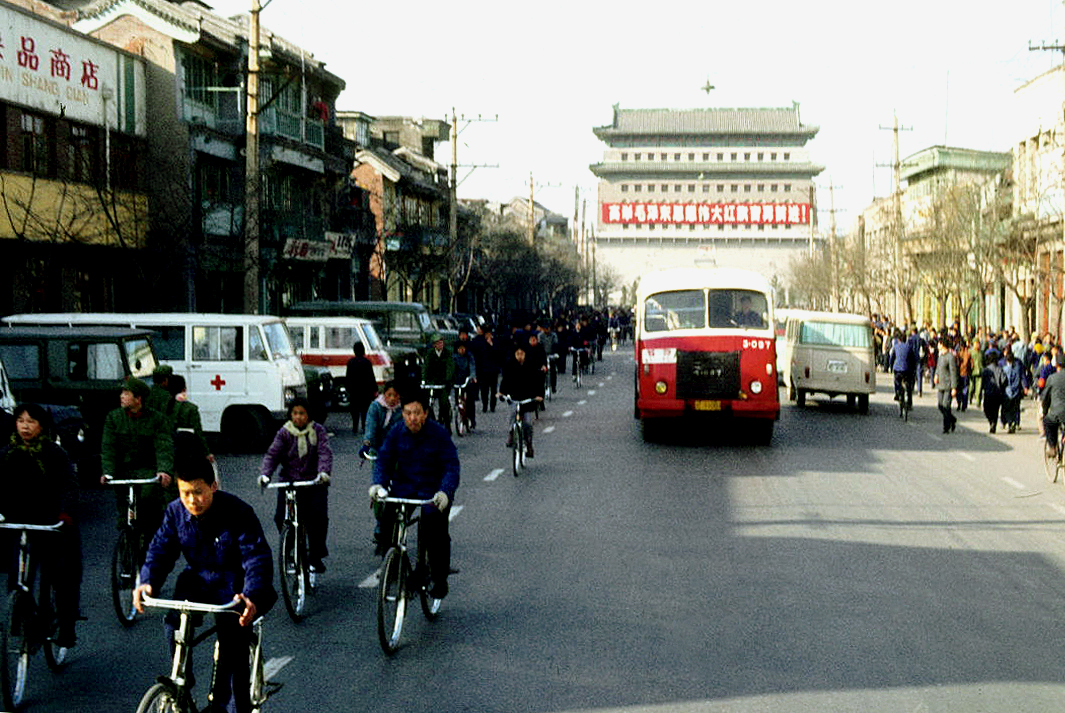
1978年的前门大街

前門大街北起正阳门（前门）箭楼，南至天桥路口，与天桥南大街连接。
前门大街从2004年开始大修。2007年5月9日，前门大街前门至珠市口段开始改造，2008年5月28日赶在北京奥运会前完工，同年8月7日对外开放。经过改造后，前门大街前门至珠市口段成为一条步行街，并重现了前门大街清末民初的建筑风格。此次改造恢复了前门大街前门至珠市口段过去的有轨电车“铛铛车”，于2009年元旦开通运营。
2007年至2008年的改造，改变了前门大街的整体面貌。改造前，前门大街到处立有凌乱的广告牌，许多商铺出售假冒伪劣商品，食品安全无法保证。2007年，北京市崇文区人民政府启动前门大街改造工程后，该工程交给了隶属崇文区国资委的天街公司运作，并代表政府持有前门大街的产权。天街公司采用市场化运作，引入潘石屹的SOHO中国参与改造工程。在项目动工前，潘石屹就专门为此注册成立北京丹石投资管理有限公司（以下简称“北京丹石公司”）。由于中共北京市委、北京市人民政府考虑到前门不能搞房地产炒作，乃终止了和SOHO中国的合作。SOHO中国成为前门大街改造工程中没有“开发商”名分的实际操作者。经过两年波折，2009年SOHO中国通过潘石屹控股的北京丹石公司，收购了北京前门项目中的部分商业物业，成为业主。
前门大街改造后，新開設了不少國際品牌連鎖店，包括Uniqlo、ZARA、H&M時裝店；劳力士、Swatch鐘錶店及周大福等。食肆包括全聚德、Starbucks、KFC及麥當勞快餐店等。但改造后的前门大街因市场定位不准，生意清淡，既不受本地居民欢迎，也不能满足游客需要。2012年，据中国商报记者统计，前门大街共有25家店面关门；前门大街管委会介绍说，整个前门大街约有185家商户。
2013年，前门大街十分冷清。大街两侧的110多家商铺中，关门的商铺已有大约30多家。沿街各店的经营内容五花八门，有全聚德等老字号，有ZARA等国际服装品牌，有国内运动品牌、家具、首饰、快餐连锁店等等，其中服装品牌最多。无论商品价格高低，许多店面内都空无一人。

## 图集

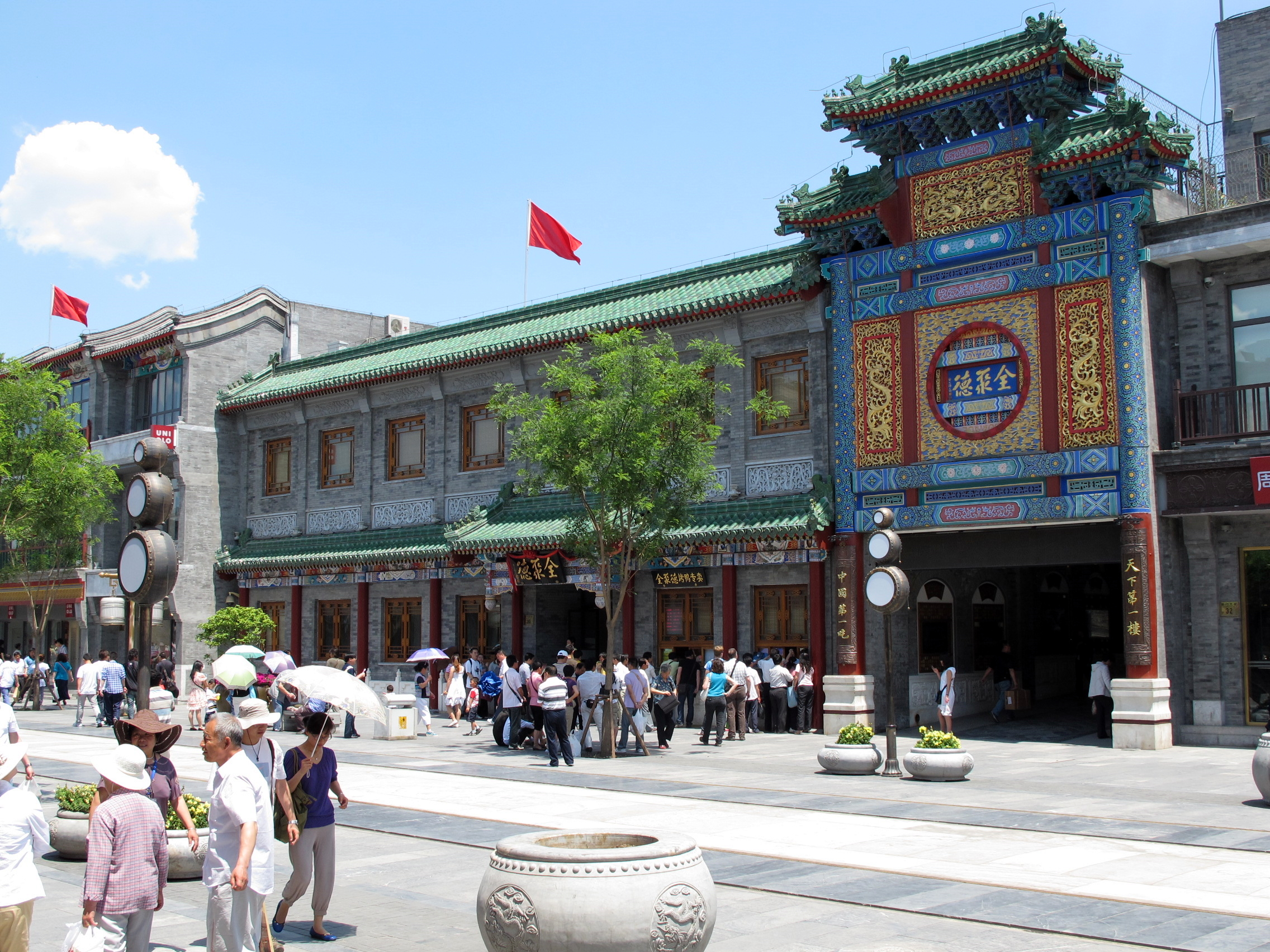
前门大街全聚德總店
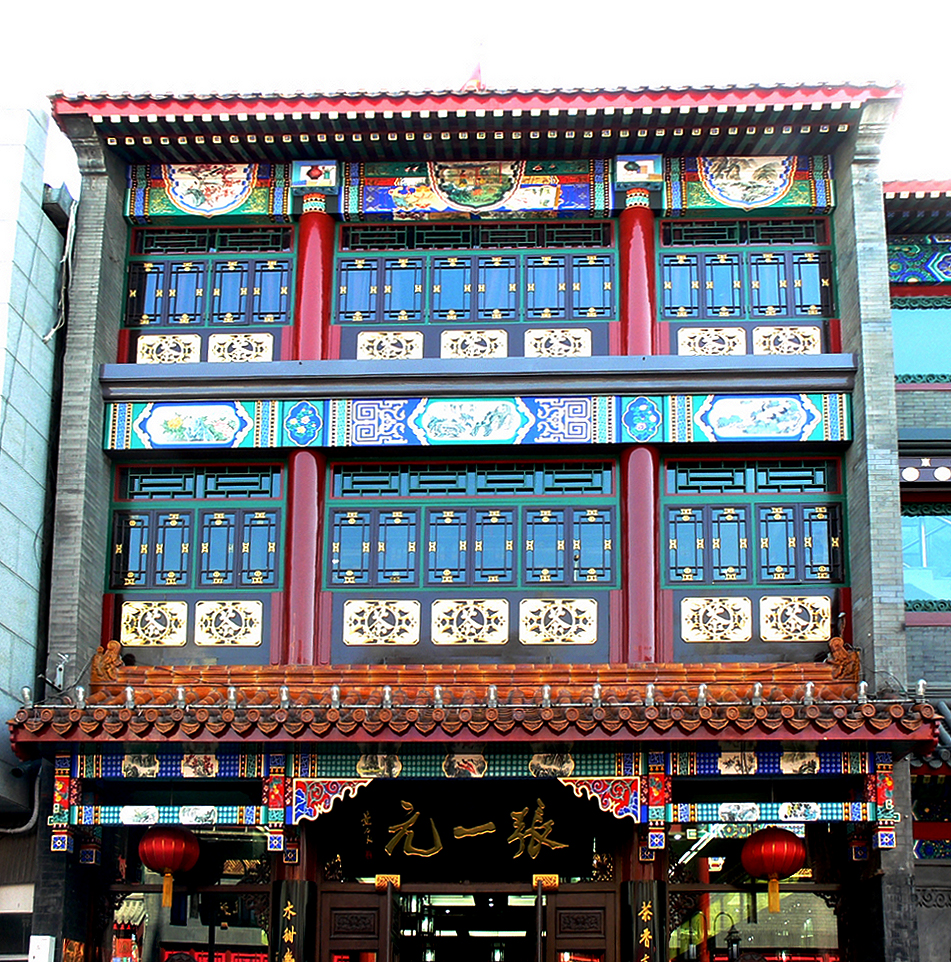
前门大街張一元茶庄
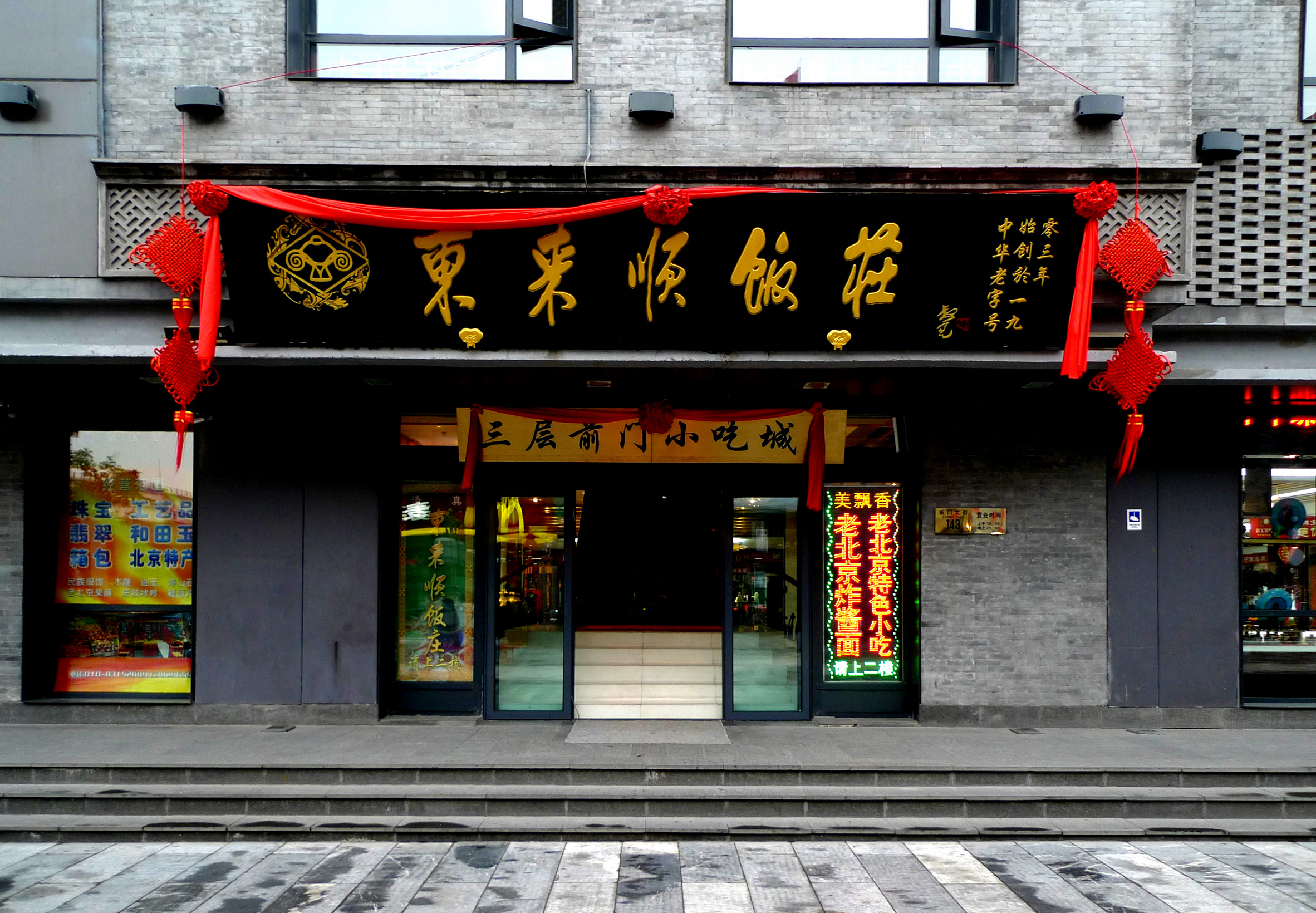
前门大街东来顺
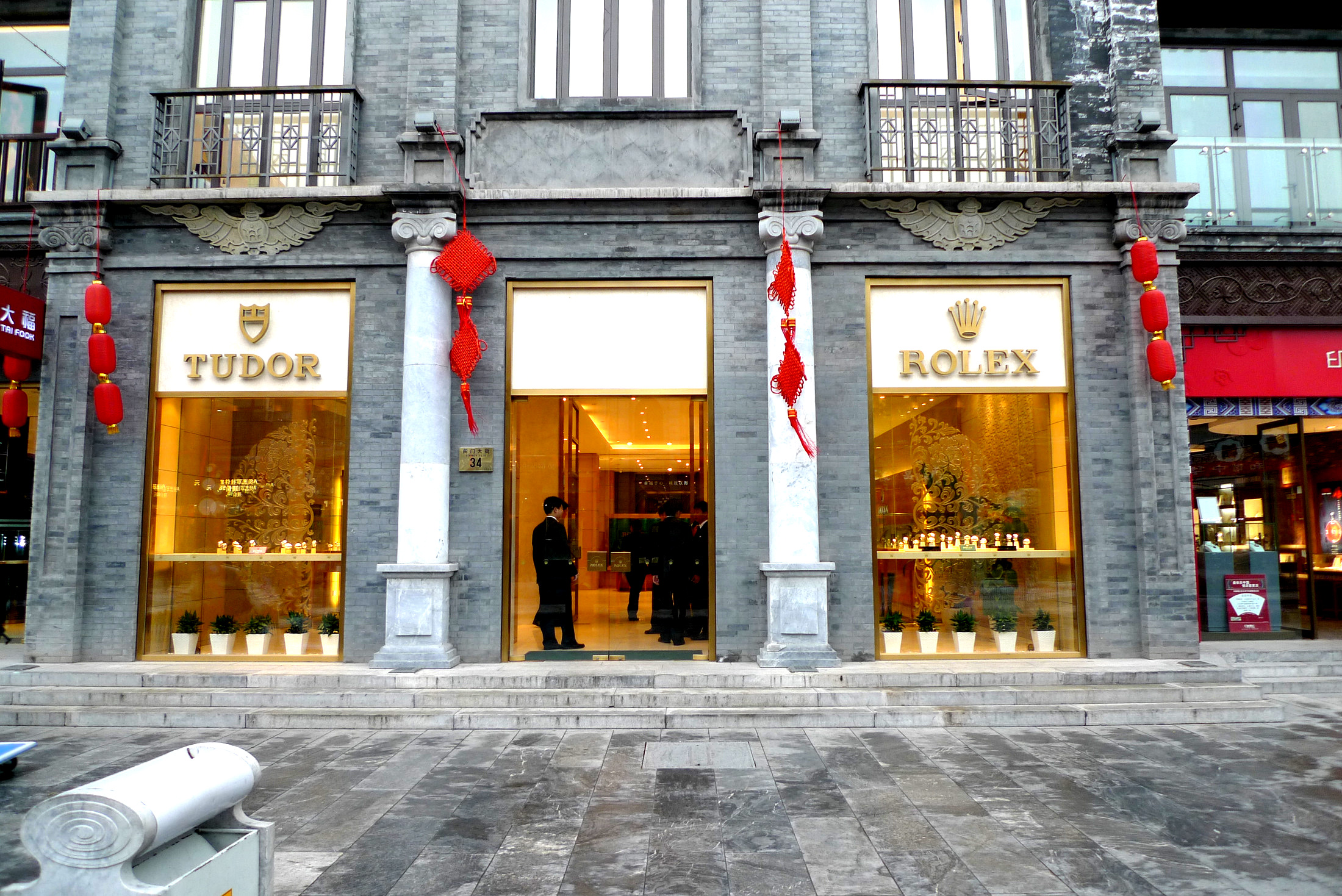
前门大街劳力士
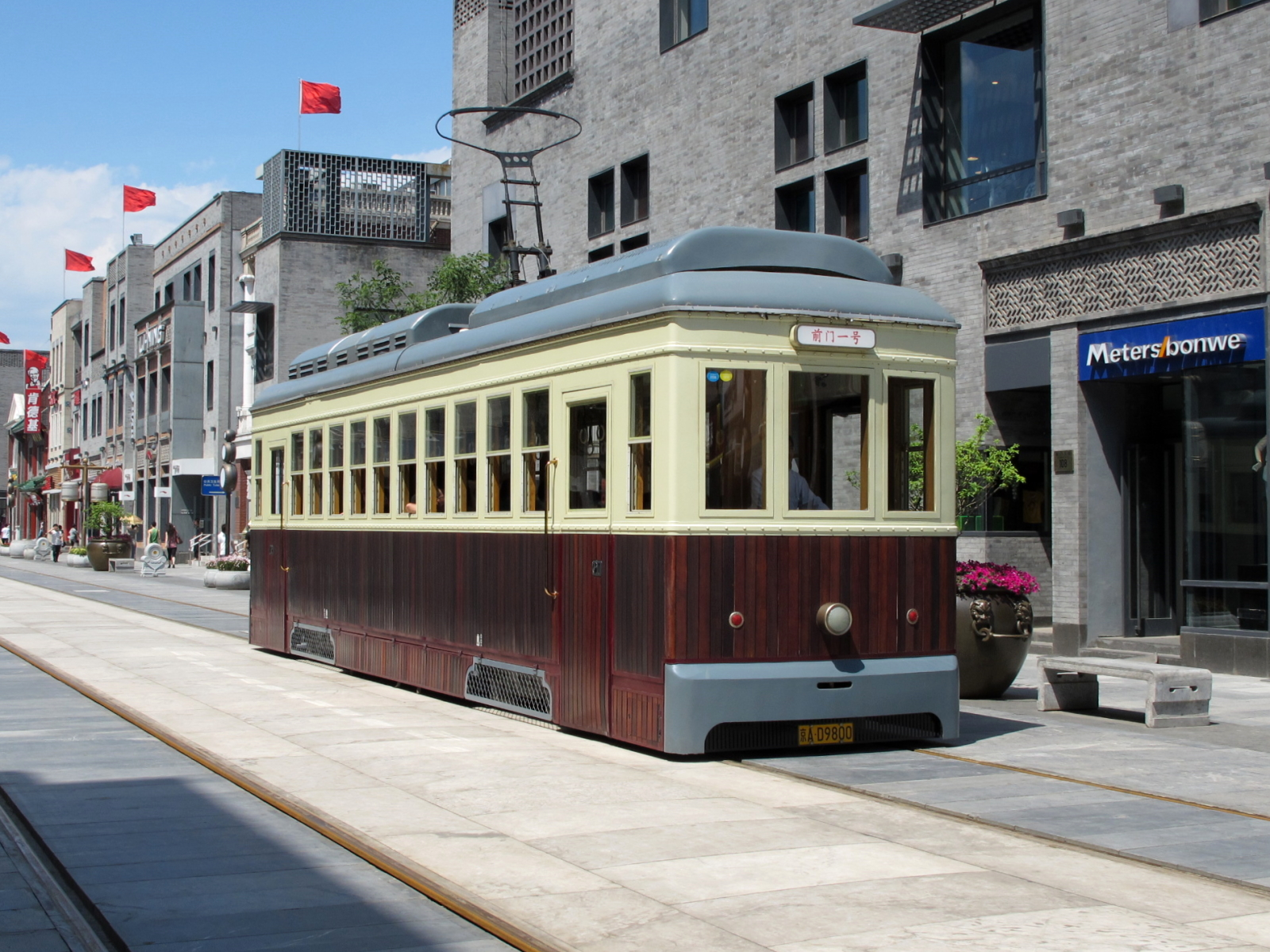
正在前门大街行驶的“铛铛车”